# Sven Sabroe
 Ikke at forveksle med Svend Sabroe.
Sven Peter Sabroe (14. april 1906 i Aarhus – 3. februar 1996) var en dansk journalist, kendt som Bro Brille.
Søn af Peter Sabroe, bror til Povl Sabroe.
Han er begravet på Humlebæk Kirkegård.